# المشام سلمان (أرحب)

تعديل مصدري - تعديل

المشام سلمان هي إحدى قرى عزلة شاكر بمديرية أرحب التابعة لمحافظة صنعاء، بلغ تعداد سكانها 472 نسمة حسب تعداد اليمن لعام 2004.